# Байнам (Техас)
Байнам (англ. Bynum) — місто (англ. town) в США, в окрузі Гілл штату Техас. Населення — 171 особа (2020).

## Географія
Байнам розташований за координатами 31°58′9″ пн. ш. 97°0′11″ зх. д. / 31.96917° пн. ш. 97.00306° зх. д. (31.969071, -97.003078).  За даними Бюро перепису населення США в 2010 році місто мало площу 0,35 км², уся площа — суходіл.

## Демографія
Згідно з переписом 2010 року, у місті мешкало 199 осіб у 74 домогосподарствах у складі 59 родин. Густота населення становила 574 особи/км².  Було 81 помешкання (234/км²).
Расовий склад населення:
| - 94,5 % — білих - 1,0 % — чорних або афроамериканців - 4,5 % — осіб інших рас |

До двох чи більше рас належало 0,0 %. Частка іспаномовних становила 10,6 % від усіх жителів.
За віковим діапазоном населення розподілялося таким чином: 24,1 % — особи молодші 18 років, 59,3 % — особи у віці 18—64 років, 16,6 % — особи у віці 65 років та старші. Медіана віку мешканця становила 39,1 року. На 100 осіб жіночої статі у місті припадало 114,0 чоловіків;  на 100 жінок у віці від 18 років та старших — 101,3 чоловіків також старших 18 років.
Середній дохід на одне домашнє господарство  становив 51 368 доларів США (медіана — 52 813), а середній дохід на одну сім'ю — 57 165 доларів (медіана — 63 125). За межею бідності перебувало 11,2 % осіб, у тому числі 7,3 % дітей у віці до 18 років та 12,5 % осіб у віці 65 років та старших.
Цивільне працевлаштоване населення становило 91 особа. Основні галузі зайнятості: освіта, охорона здоров'я та соціальна допомога — 36,3 %, роздрібна торгівля — 19,8 %, будівництво — 16,5 %.